# 托特纳姆热刺足球俱乐部
托定咸熱刺足球會（英語：Tottenham Hotspur Football Club）簡稱熱刺（Spurs），是一家位於英格兰倫敦托定咸的足球俱樂部，目前於英格蘭超級足球聯賽比賽。球會主場為托定咸熱刺球場。
在本土乃至歐洲球壇史上，熱刺曾首創多項成就，包括是首支在二十世紀締造英格蘭聯賽及足總盃雙冠王的隊伍，時為1960-61賽季。至1963年熱刺又登上歐洲盃賽冠軍盃冠軍寶座，乃是第一家贏得歐洲大陸重要賽事錦標的英國俱樂部。1972年，他們還在首屆歐洲足協盃掄元，成為第一家贏得兩個不同主要歐洲獎盃的英國俱樂部。從1950年代到2000年代的六個十年中，熱刺在每個十年都至少獲得一座重要獎盃，這一成就只有曼聯才能與之匹敵。而自2010年代起，熱刺在聯賽的表現穩步上揚，並且經常地參與歐洲賽事。2019年，熱刺更破天荒進入歐洲冠軍聯賽決賽，但不敵利物浦屈居亞軍，只能四大皆空，然而這也成為其在該級別賽事的“零的突破”。2025年，第三次奪得歐洲聯賽冠軍，成為該賽事次多紀錄。
截至目前，主要錦標方面，熱刺在本土共贏得2次頂級聯賽冠軍、8次足總盃冠軍、4次聯賽盃冠軍、7次慈善盾（社區盾）冠軍；在歐洲賽事共贏得3次歐洲足協盃／歐霸盃冠軍、1次歐洲盃賽冠軍盃冠軍。熱刺並在德勤足球俱樂部財富排名榜及福布斯足球俱乐部财富排行榜中穩居前十或前十五名。
俱樂部的格言是「敢作敢为」（To Dare Is To Do）。由於傳統主場球衣為白色，使得熱刺球迷素來被稱為「白百合」（Lilywhites）。而早於第一次世界大戰時期，熱刺已經開始與近鄰的阿仙奴發展為宿敵，兩隊之間的對壘即為著名的「北倫敦打吡」。

## 球會歷史

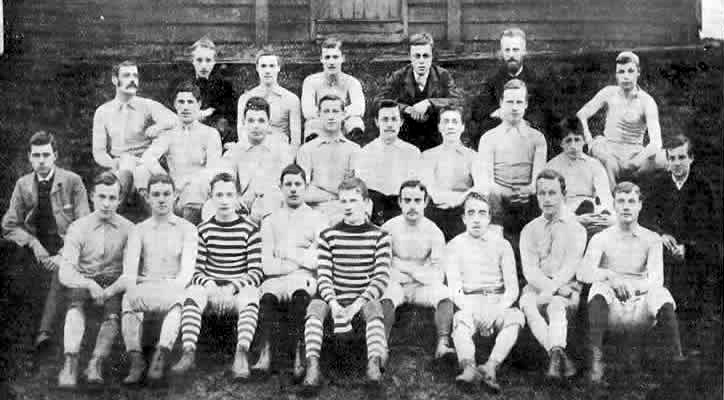
1885年的熱刺

### 起源
托定咸熱刺的前身“熱刺足球會”（Hotspur Football Club）是在1882年由一群來自“聖約翰長老派教徒學校”（St. John's Presbyterian School）及“托定咸文法學校”（Tottenham Grammar School）舊生的板球員所成立的。由於在冬季時沒有板球比賽，他們便商議成立一支足球隊以維持體能狀態。
熱刺（Hotspur）這個名字，則是來自莎劇中一個名叫哈利·何斯佰（Harry Hotspur）的角色。劇中何斯佰家族是北倫敦的一個貴族，在托定咸擁有土地。哈利·何斯佰的名字來自他騎馬時配有馬刺。一般認為，熱刺會徽公雞腳上的刺亦有此寓意：用作武鬥的公雞亦會被配上尖刺。1884年，球隊更名為“托定咸熱刺”（Tottenham Hotspur）以別於當地一支叫“倫敦熱刺”（London Hotspur）的球隊。

### 早期發展

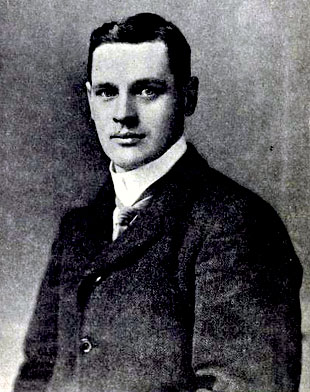
始創時期的球員兼教練金馬倫，從1898年起為球會上陣逾百場。

俱樂部於1895年12月20日轉型為職業俱樂部，並於1896年加入南部聯賽。1898年3月2日，俱樂部也成為了一家有限公司，即托特納姆熱刺足球和體育公司。不久之後，法蘭克·畢克圖成為熱刺的第一位主教練，他簽下了約翰·金馬倫，後者在畢克圖一年後離開時接任球員兼教練。金馬倫將對熱刺產生重大影響，幫助該俱樂部贏得其第一個獎杯，即1899-1900賽季的南部聯賽冠軍。第二年，熱刺在決賽的重賽中以3-1擊敗谢菲尔德联贏得了1901年足總盃冠軍。就此，他們成為了自1888年英格蘭足球聯賽成立以來唯一實現這一壯舉的非頂級聯賽俱樂部。
1908年，俱樂部被選入乙組聯賽，並在第一個賽季就升入甲組聯賽，獲得亞軍。1912年，彼德·麥維廉成為主教練。在1914-15賽季結束時，熱刺排名聯賽墊底，當時足球賽事因第一次世界大戰而暫停。戰後，熱刺在聯賽恢復後被降級到乙級聯賽，但很快又以1919-20賽季乙級聯賽冠軍的身份重返甲級聯賽。
1921年4月23日，麥維廉率領熱刺在足總盃決賽中以1-0擊敗狼隊，贏得了他們的第二次足總盃冠軍。熱刺在1922年的聯賽中僅次於利物浦，但在接下來的五個賽季中排名中游。在麥維廉離開後，熱刺在1927-28賽季降級。在1930年代和40年代的大部分時間裡，除了在1933-34和1934-35賽季短暫重返頂級聯賽之外，熱刺在乙級聯賽中表現不佳。
前球員阿瑟·路維於1949年成為主教練。路維發展了一種被稱為“撞牆”（push and run）的打法，在他擔任主教練的早期，這種風格被證明是成功的。在1949-50賽季獲得乙級聯賽冠軍後，他將球隊帶回甲級聯賽。在他執教的第二個賽季，熱刺在1950-51賽季獲得了甲級聯賽冠軍，贏得了他們的第一個頂級聯賽冠軍頭銜。路維於1955年4月因壓力導致的疾病而辭職。 在他離開之前，他簽下了熱刺最著名的球員之一丹尼·布治花亞，後者效力期間兩次獲得英格蘭FWA足球先生。

### 光輝歲月

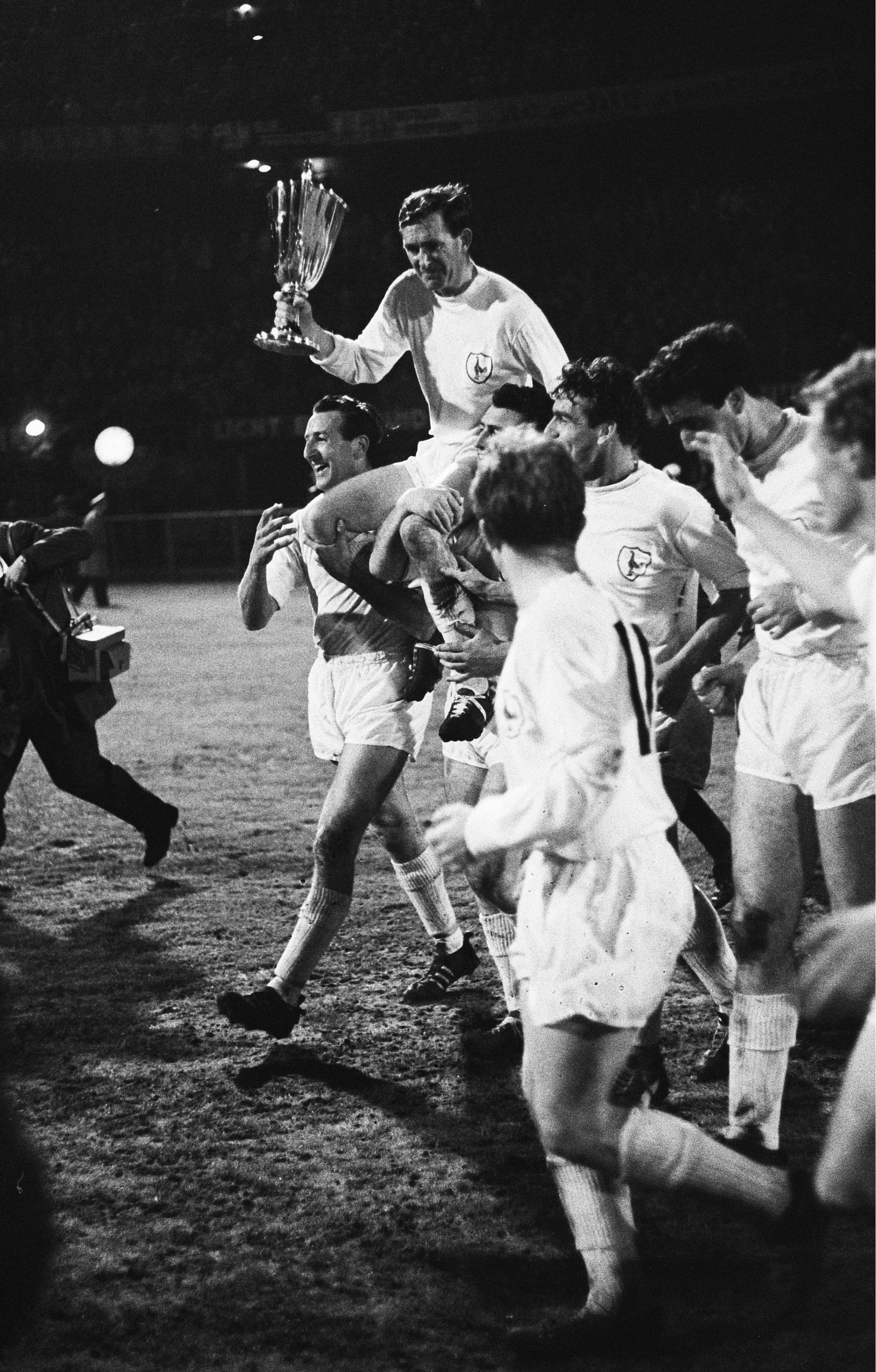
1963年熱刺捧起歐洲盃賽冠軍盃

「光輝歲月」是熱刺歷史上最重要時期。比爾·尼古臣爵士於1958年10月接任主教練。他成為俱樂部最成功的主教練，帶領球隊在1960年代初連續三個賽季獲得重大獎盃：1961年的雙冠王、1962年的足總盃和1963年的。尼古臣在1959年簽下了戴夫·麥基和約翰·韋特，他們是雙冠王隊的兩名有影響力的球員，並在1961年簽下了占美·基里夫斯，他是现代英格兰足球最高产的机会主义前锋之一。
1960-61賽季，熱刺以11場胜利開局，隨後是1場平局和另外4場胜利，這是當時英格蘭頂級聯賽中所有俱樂部的最佳開局。1961年4月17日，當在主場以2-1擊敗最終的亞軍谢周三時，他們提前三輪聯賽封王。當熱刺在1960-61年足總盃決賽中以2-0戰勝萊斯特城時，他們實現了雙冠王。這是20世紀的第一個雙冠王，也是自1897年阿斯頓維拉實現這一壯舉以來的首次。1962年，在決賽中擊敗伯恩利後，熱刺衛冕足總盃冠軍。
1963年5月15日，熱刺在決賽中以5-1擊敗馬德里競技，贏得1962–63年歐洲盃賽冠軍盃，除了取得俱樂部史上第一個歐洲賽事冠軍，也成為第一家贏得歐洲獎盃的英國俱樂部。當贏得1971–72年歐洲足協盃時，熱刺更成為第一家贏得兩個不同主要歐洲獎盃的英國俱樂部。熱刺還贏得了1967年的足總盃，兩次聯賽盃（1971年和1973年），以及1971年的。在尼古臣任職的16年中，熱刺總共贏得了8個主要獎盃。
光輝歲月完結後，熱刺曾進入了一段衰退期，更在1976-77賽季結束時降級。然而基夫·布堅素不久即率隊重返頂級聯賽，組建了一支包括格倫·霍德爾，以及兩名阿根廷人和李加度·維拉在內的球隊，這在當時並不常見，因為來自不列顛群島以外的球員在當時是罕見的。經重建後，熱刺於1981年和1982年奪得足總盃冠軍，並在1984年再度奪得歐洲足協盃冠軍。1991年，熱刺成為首家贏得八次足總盃的俱樂部。

### 超聯時代初期
熱刺是英超在1992-93賽季成立的創始成員，初期戰績乏善足陳，主要在中游打滾，多位領隊包括、法蘭斯、格拉咸、荷杜，以至柏列和也未能帶領熱刺取得佳績以及一席歐洲賽的參賽資格。因此熱刺在2005年之前乃是英超裡面唯一一支從未曾以「頭六」或者「尾六」排名完成賽季的球隊，這個情況在馬田·祖爾接手之後立刻有所改善，連續兩個賽季取得聯賽第五名的位置。其後帶隊的桑迪·拉莫斯反使排名下跌，但就領軍奪得2007-08賽季聯賽盃冠軍，為球會千禧年後首座獎盃。

### 2010-2020年代初：無冕的新貴

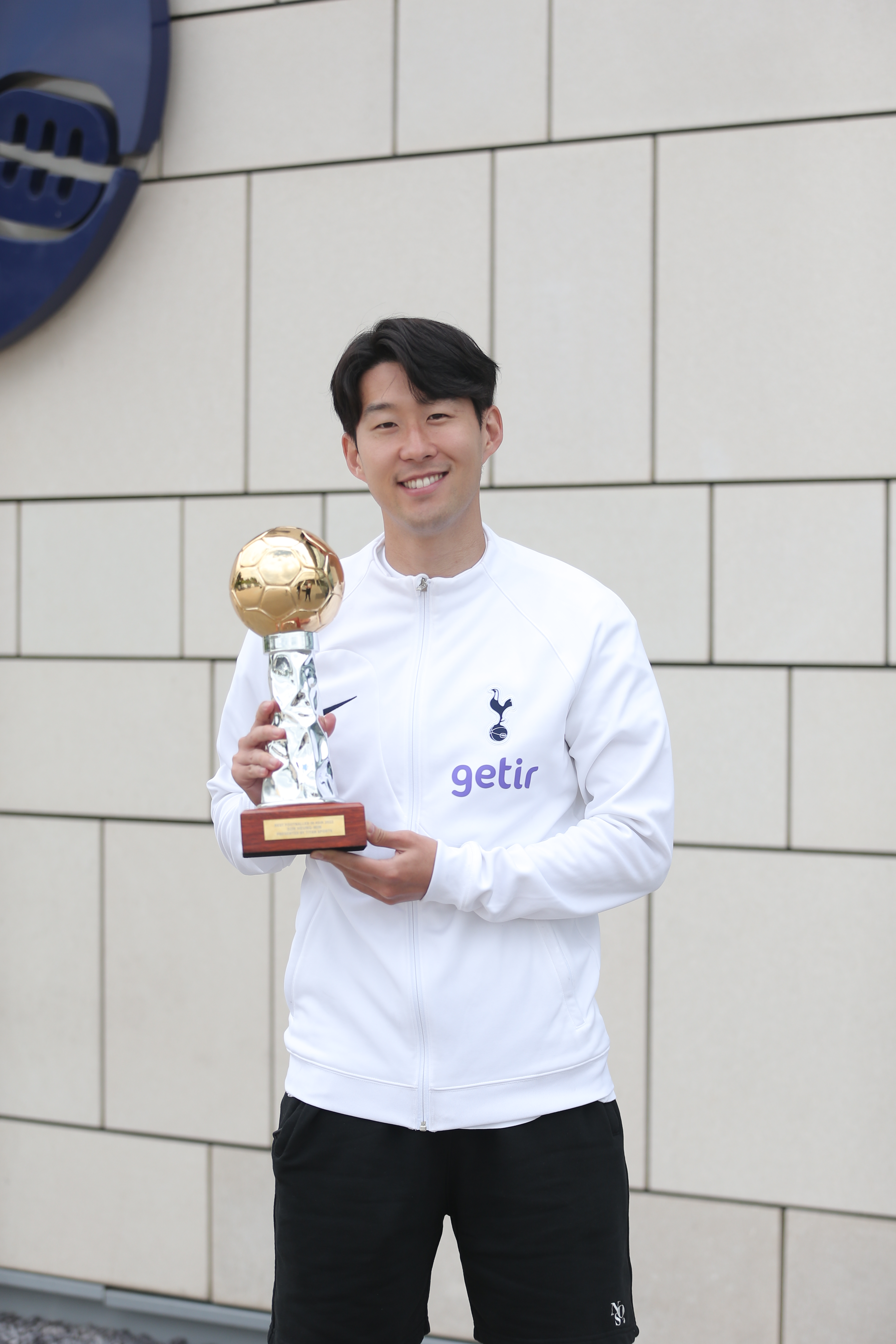
效力十年的孫興慜為球會史上首位來自亞洲的隊長

在本土領隊哈利·列納上任後，熱刺在2009-10賽季以第4名完成聯賽，首次打破所謂四大豪門（曼聯、阿仙奴、車路士和利物浦）壟斷英超的格局。
自2010年代起，熱刺表現穩步上揚，並連同崛起的曼城與傳統四大豪門合稱為“Big 6”。阿根廷人普捷天奴執教期間（2014−2019年），熱刺新星湧起，旗幟性人物包括後來獲得金靴獎的及韓國人孫興慜等，並且經常地參與歐洲冠軍聯賽。
2015-16賽季，熱刺於第三十六輪被切爾西逼平，提前兩輪無緣英超冠軍，但該季奪得季軍已是俱樂部新猷。
2016-17賽季，熱刺更進一步，不僅首次奪得英超亞軍，並在英超排名上首次壓過宿敵阿仙奴。
2018-19賽季，热刺在淘汰賽連克多特蒙德、曼城及阿賈克斯後闖入欧冠决赛，最终以0-2败于利物浦，夺得亚军，創该队欧冠历史最好成绩。
然而波切蒂諾离职前後，熱刺陷入一段低潮期，球隊先後請來葡萄牙名帅穆里尼奥，以及執教，惟皆無突破，不但未能打破曠日持久的錦標荒，甚至連年參與歐冠賽事的勢頭也中斷。2021年11月，熱刺宣布意大利人孔蒂為領隊。2021-22賽季球隊表現低開高走，最終闊別兩年後重獲歐冠資格。同季隊內射手孫興慜以23粒進球奪得英超神射手，成為首位獲得此殊榮的亞洲人，創造歐洲足壇歷史。

### 波斯特科格魯時期（2023-25）：再奪歐洲冠軍
2023-24賽季為熱刺相隔多年再度無緣歐戰，聚焦於國內賽事。2023年6月，熱刺任命安格·波斯特科格魯為新任領隊，後者同時是英超史上第一位澳洲籍及希臘裔領隊，並為球隊重新注入進攻足球的風格。
在波斯特科格魯極端進攻戰術下，熱刺開季表現驚人，前十輪8勝2和，一度被視為有望打破錦標荒，然而隨後吞下連敗，加上因為傷病爆發導致表現過於反覆無常，儘管重新取得歐戰席次，然而英超僅排名第五，被阿斯頓維拉壓過，重返歐冠仍緣慳一面。
隨後的2024-25賽季是球會史上「驚喜交加」的一年，有歐戰任務的熱刺延續了前一賽季就遭逢到的傷病問題，且更顯嚴峻，同時還放大了波斯特科格魯偏執於進攻戰術，以及臨場指揮調度和陣容輪換嚴重不足的缺陷。
英超方面無疑是災難，熱刺該季一口氣刷新了三項隊史最差紀錄。38輪積38分，創下英超隊史最低積分紀錄；另外輸22場也是英超隊史單季最多敗。雖然足以保級，卻是名列第十七名，隊史最差英超排名，繼2007-08年賽季後再度以積分榜下半區完賽（英超隊史第七次）。
聯賽盃方面，熱刺一路打進四強，第一回合主場對利物浦一度贏球搶得先機，但第二回合作客安菲爾德慘遭翻盤；足總盃方面，熱刺64強直到延長賽換上主力後才以3-0擊敗第五級別全國聯賽譚沃斯，之後32強被阿斯頓維拉淘汰。
歐霸盃方面則成為當季熱刺的救贖，球隊表現亮眼，聯賽階段取得5勝2和1敗，以第四名之姿直入十六強。十六強對手為荷甲勁旅阿爾克馬爾，熱刺第一回合客場1-0敗陣，第二回合主場3-1，總比分3-2成功翻盤。八強對手為德甲豪強法蘭克福，熱刺第一回合主場1-1，第二回合客場0-1，總比分2-1過關。四強對手為來自挪超的黑馬博德閃耀，熱刺第一回合主場3-1，第二回合客場0-2，總比分5-1雙殺。決賽對手為「難兄難弟」曼聯，熱刺憑藉布倫南·約翰遜打入一粒關鍵進球，以1-0終結長達17年的錦標荒，並時隔41年再次贏得歐洲賽事冠軍，更成功奪得來季歐冠資格。
賽季結束後，波斯特科格魯被熱刺解聘，結束短暫但極富戲劇性的兩年任期。

## 大事紀年
| 年 份   | 事 項 |
| ------- | --- |
| 1896–97 | 加入南部甲組聯賽，同時在聯合聯賽（創始成員）參賽                                                                                              |
| 1897–98 | 聯合聯賽亞軍 |
| 1899-00 | 南部甲組聯賽冠軍 |
| 1900-01 | 決賽首先2-2，然後重賽3-1擊敗谢周三，以地區球隊身份奪足總盃冠軍。加入西部甲組聯賽                                                              |
| 1901-02 | 同時奪得南部及西部甲組聯賽亞軍 |
| 1903-04 | 南部甲組聯賽亞軍，以及西部甲組聯賽冠軍 |
| 1907-08 | 西部甲B組聯賽亞軍 |
| 1908    | 獲選加入足球聯盟乙組聯賽 |
| 1908-09 | 以得失球率壓倒西布罗姆维奇獲乙組聯賽亞軍，升班甲組                                                                                            |
| 1915    | 甲組聯賽排第廿位，降班乙組 |
| 1919–20 | 戰後獲乙組聯賽冠軍，升班甲組 |
| 1920–21 | 決賽1-0擊敗狼隊，足總盃冠軍（第二次） |
| 1921–22 | 甲組聯賽亞軍，足總盃晉身四強 |
| 1928    | 甲組聯賽排廿一位，降班乙組 |
| 1932–33 | 乙組聯賽亞軍，升班甲組 |
| 1935    | 甲組聯賽排廿二位，降班乙組 |
| 1949–50 | 乙組聯賽冠軍，升班甲組 |
| 1950–51 | 升班後立即奪甲組聯賽冠軍 |
| 1951–52 | 甲組聯賽亞軍 |
| 1952–53 | 足總盃晉身四強 |
| 1955–56 | 足總盃晉身四強 |
| 1956–57 | 甲組聯賽亞軍 |
| 1960–61 | 甲組聯賽冠軍（第二次）；決賽2-0擊敗莱斯特城奪得足總盃冠軍（第三次）。英格蘭20世紀以來首支聯賽及足總盃雙料冠軍                                 |
| 1961–62 | 甲組聯賽亞軍；決賽3-1擊敗伯恩利順利衛冕足總盃冠軍（第四次）；並於歐洲頂級球會賽事歐洲冠軍球會盃晉身四強                                       |
| 1962–63 | 歐洲盃賽冠軍盃冠軍：在鹿特丹舉行的決賽上5-1擊敗馬德里體育會，乃首支贏得歐洲錦標的英國球會                                                     |
| 1966–67 | 甲組聯賽季軍；決賽2-1擊敗切尔西，足總盃冠軍（第五次）                                                                                         |
| 1968–69 | 聯賽盃晉身四強 |
| 1970–71 | 決賽2-0擊敗阿士東維拉，聯賽盃冠軍 |
| 1971–72 | 聯賽盃四強。在兩回合的決賽總比分3-2擊敗狼隊，歐洲足協盃冠軍                                                                                   |
| 1972–73 | 決賽1-0擊敗诺里奇城，聯賽盃冠軍（第二次）；歐洲足協盃四強                                                                                     |
| 1973–74 | 決賽兩回合累計2-4負於飛燕諾，歐洲足協盃亞軍                                                                                                   |
| 1975–76 | 聯賽盃晉身四強 |
| 1977    | 甲組聯賽排第廿二位，降班乙組 |
| 1977–78 | 乙組聯賽季軍，升班甲組 |
| 1980–81 | 決賽1-1後重賽3-2擊敗曼城，足總盃冠軍（第六次）                                                                                                |
| 1981–82 | 決賽1-2負於利物浦，聯賽盃亞軍。決賽1-1，重賽1-0擊敗昆士柏流浪，第二度成功衛冕足總盃冠軍（第七次）。歐洲盃賽冠軍盃晉身四強                     |
| 1983–84 | 決賽兩回合累計2-2，十二碼4-3擊敗安德萊赫特，歐洲足協盃冠軍（第二次）                                                                          |
| 1984–85 | 甲組聯賽季軍。歐洲足協盃晉身四強 |
| 1986–87 | 聯賽盃晉身四強。決賽2-3負於高雲地利，足總盃亞軍                                                                                               |
| 1990–91 | 決賽2-1擊敗諾定咸森林，足總盃冠軍（第八次）                                                                                                   |
| 1991–92 | 聯賽盃四強。歐洲盃賽冠軍盃晉身八強 |
| 1992–93 | 英超創始成員。足總盃晉身四強 |
| 1994–95 | 足總盃晉身四強 |
| 1998–99 | 決賽1-0擊敗莱斯特城，聯賽盃冠軍（第三次）；足總盃晉身四強                                                                                     |
| 2000-01 | 足總盃晉身四強 |
| 2001-02 | 決賽1-2負於布莱克本流浪者，聯賽盃亞軍 |
| 2007-08 | 決賽1-1，加時2-1擊敗車路士，聯賽盃冠軍（第四次）                                                                                              |
| 2009-10 | 英超首次排名第四，取得來季歐冠外圍賽資格 |
| 2010-11 | 通過外圍賽，事隔48年重返歐洲頂級球會賽事，亦是首次參與改制後的歐冠；力壓國際米蘭取得分組首名出線，接著淘汰AC米蘭晉身八強                      |
| 2015–16 | 英超首次季軍，取得來季歐冠分組賽資格 |
| 2016–17 | 英超首次亞軍，取得來季歐冠分組賽資格 |
| 2017–18 | 英超季軍，自超聯時代首次連續數季或以上取得來季歐冠分組賽資格                                                                                  |
| 2018–19 | 歷史性首次打入歐冠決賽，以0-2負利物浦。並繼續取得來季歐冠分組賽資格                                                                           |
| 2024–25 | 聯賽盃四強。同時創下隊史英超最差戰績，但在歐霸決賽1-0擊敗曼聯奪歐霸盃冠軍（第三次），打破球會近17年冠軍荒，並且奇蹟般地取得來季歐冠正賽資格。 |

## 主場球場

### 托定咸濕地
熱刺隊於1882年創立以後第一次比賽的地點，是位於哈林蓋區近郊托定咸濕地的一個公眾足球場，之後的六年時間裡熱刺都以此作為他們的根據地。
更重要的是，熱刺與日後之近鄰及歷史宿敵阿仙奴（前身伍利奇阿仙奴）因緣際會的首次對壘也正正是在這個地方上演。發生在1887年11月19日的這場友誼賽，剛好亦是熱刺遷離托定咸濕地球場前夕的最後一戰；其時阿仙奴仍然立足在倫敦南部的伍利奇，尚未移至泰晤士河以北。當日，由於客隊的遲到，令這場比賽受到延誤至接近黃昏時間方能開賽，最後15分鐘的賽事更因為日光照明不良而被球證宣布腰斬，那時熱刺隊正以2-1的比分領先對手。隨著托定咸熱刺隊在社區上的觀眾日增，他們極需一個新的場地去容納其支持者們。

### 諾森伯蘭公園
在覓得更佳主場之前的多年過渡期裡面，熱刺隊一直在濕地區附近流離失所。直至1898年他們成為聯合聯賽（United League）的創始成員和一舉奪亞之後，方才決定搬家到諾森伯蘭公園（Northumberland Park）內的足球場，並開始收取球迷每人每場3便士的入場門票費。不過，熱刺駐紮此地的時間也並不長，前後只是維持了約一年左右。
肇因於1899年4月，熱刺與伍利奇阿仙奴的又一次對賽吸引了超過1萬4千名球迷進場欣賞，但公園顯然已經不能夠應付較此次規模更大的人潮。會方有見及此，意識到尋找面積更大、更穩定的新場館之迫切性，只好購買了距離諾森伯蘭公園外馬路100碼處的一塊土地，馬上把它改建成首個屬於球會本身的主場球場。

### 白鹿徑

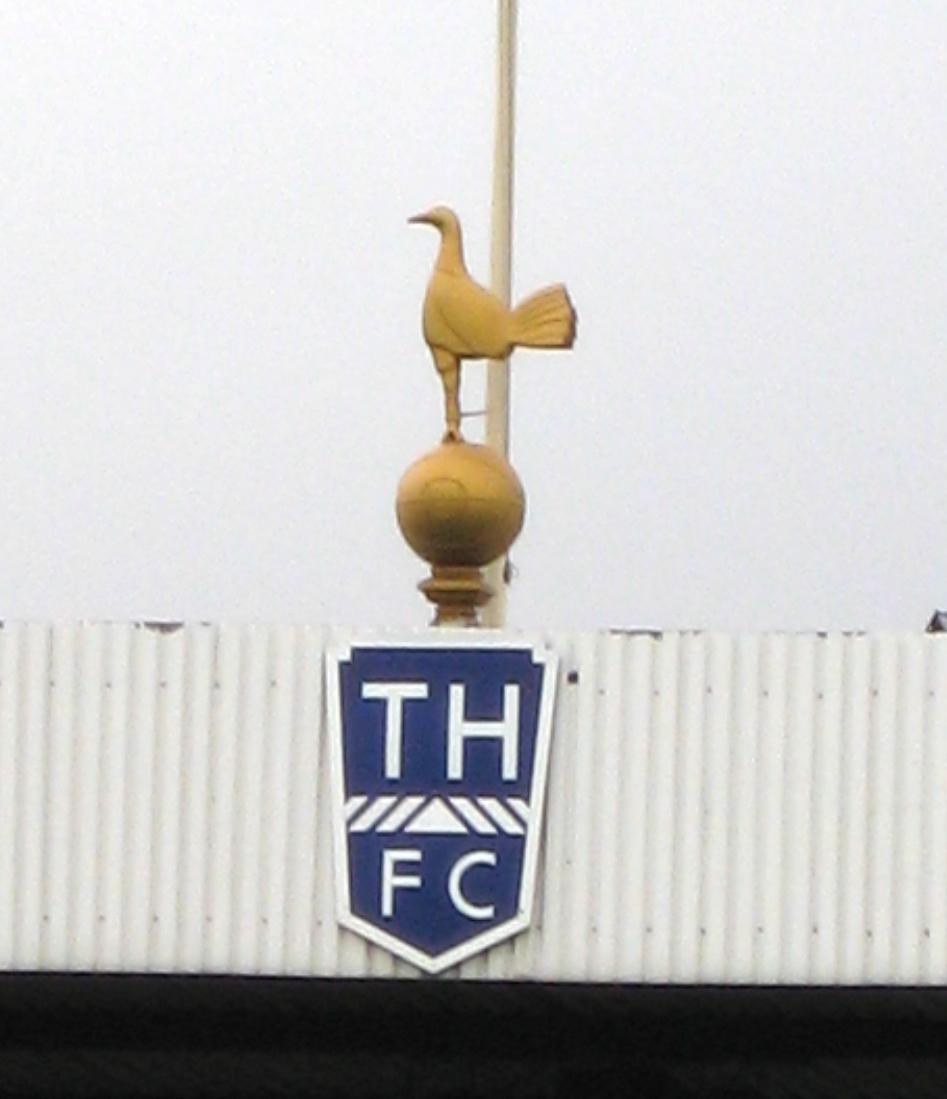
銅鬥雞標誌

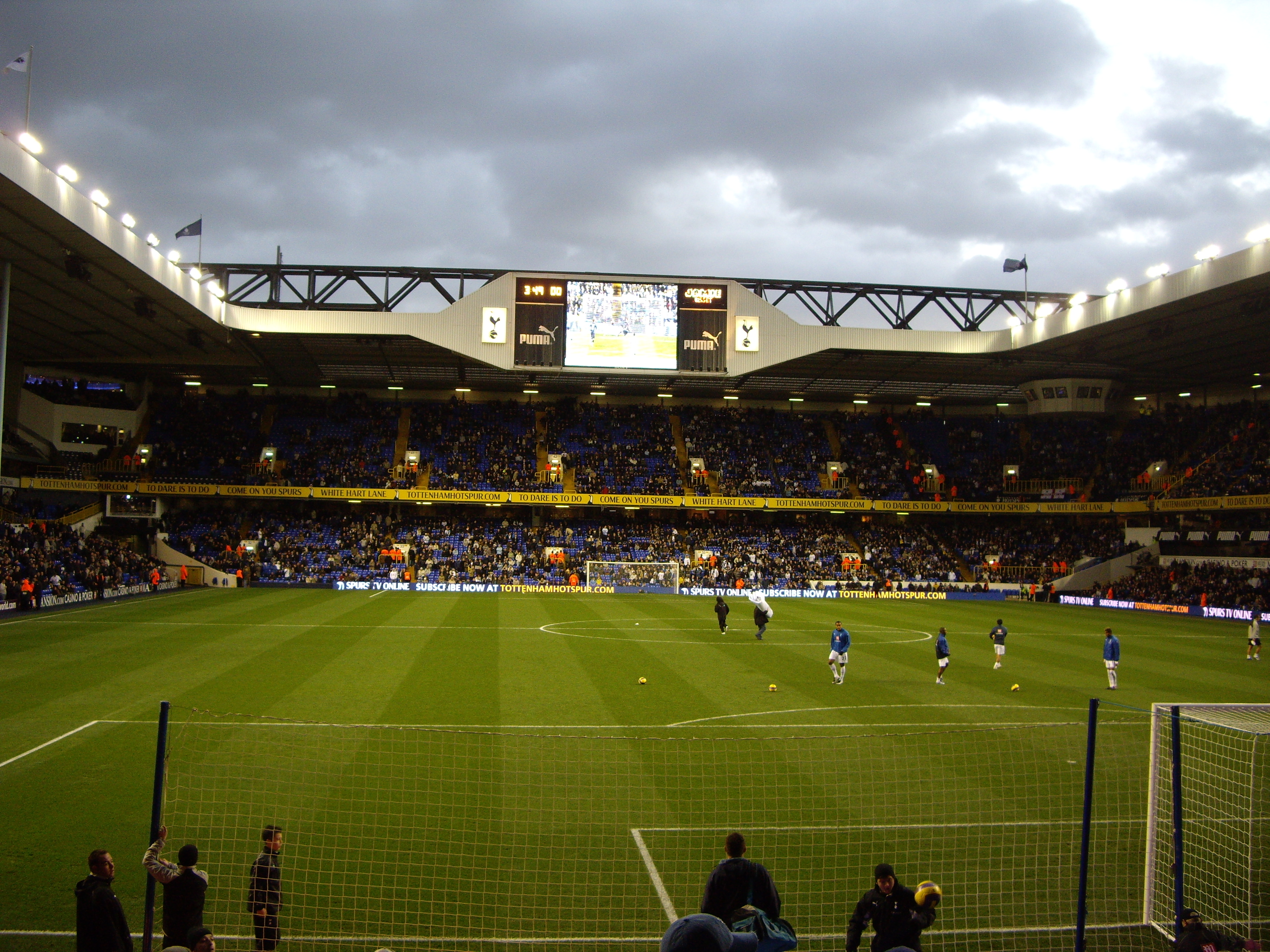
從白鹿徑球場北看台展望景觀

白鹿徑球場（White Hart Lane）是熱刺2019前時使用的主場比賽球場，位於倫敦北部的托特纳姆區，容量為36,310人。
1899年時它的原址是酒館旁邊一個屬於查靈頓啤酒廠的廢棄苗圃，那名地主預見到球賽將為他的酒館帶來可觀收益，便欣然把荒地出售予熱刺會方。同年9月4日，白鹿徑球場完工並正式開幕。在5,000觀眾打氣下熱刺隊順利取得開門紅，在友誼賽以4-1擊退主場的首名訪客，同時獲得115英鎊的門票收益。至於第一個光臨白鹿徑的正式比賽對手則是，在11,000名觀眾見證底下，熱刺同樣以1-0擊倒客軍。
在1908年到1972年間，白鹿徑是少數拒絕場地廣告板的英國球場之一。1923年白鹿徑擴建至可容納50,000名球迷，高高在上的是球隊的標誌—銅製鬥雞，直到現在仍然在東看台蓋頂，參與熱刺每一場的主場比賽。1930年代足球是一項非常受歡迎的運動頂目，相對來說，當時的熱刺表現平凡，在1938年3月5日仍有高達75,038人擁入白鹿徑觀看熱刺對新特蘭的足總杯比賽，至今仍為白鹿徑最高入場人數的紀錄。1953年設置汛光燈（在1970年代全部更新）方便夜間比賽。「西看台」在1980年代早期興建，但因監察不力而嚴重超支及延期落成，直接引發球隊陷入財務危機。「西看台」與托定咸高道（High Road）平行及連接比爾尼高遜徑（Bill Nicholson Way），在渥斯特大道（Worcester Avenue）的「東看台」為三層結構，由著名的運動場建築師阿奇巴尔·雷奇（Archibald Leitch）建於1930年代，其中層看台為立席，票價相宜而視野廣闊，被主場球迷戲謔稱為「書架」（The Shelf）。在公園徑（Park Lane）的「南看台」在1990年代落成，更首次設置超大屏幕（現時在兩邊禁區頂各有一座）。在1996年「會員看台」（「北看台」）改建完成。至2017年關閉為止，共服務球會118年。

### 托定咸熱刺球場

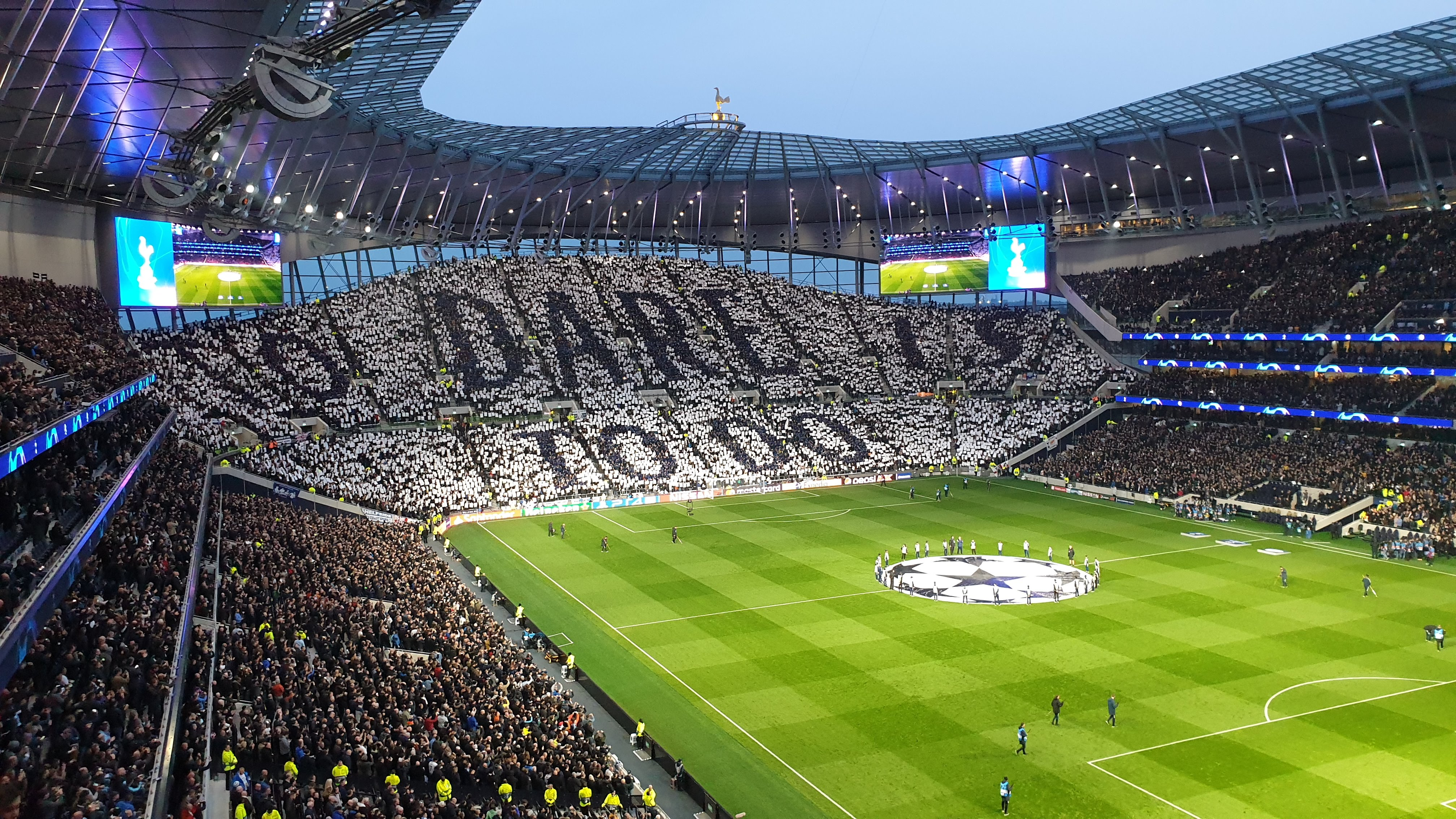
托定咸熱刺球場

熱刺在倫敦的諾森伯蘭大道興建了一座新球場，以取代白鹿巷球場作為球會新的主場球場，而興建期間熱刺曾以温布利球场作爲臨時主場。
新球場可容納超過62,000名觀眾，為英國第三大的足球場。球會沒有延用前主場的名稱，而是直接命名為托定咸熱刺球場（Tottenham Hotspur Stadium），但該名稱是臨時的，目的是出售冠名權，以便以贊助商的名字命名。
球場於英國時間2019年4月3日下午7時45分進行第一次英超及正式足球比賽。該造價10億英鎊的場館被設計成一個多用途體育場，擁有世界上第一個分隔的、可伸縮的足球場，其下方有一個人造草坪場地，可用於美式足球賽事、音樂會和其他活動。其北翼9層高、南翼5層高，外牆採用全落地玻璃，入口處兩邊設有巨型LED屏幕，十分現代化。除一般觀眾席外，球場還劃分了多個豪華觀賞區，其中9樓頂層的Sky Lounge處可高空飽覽球場全貌。同時，球場設有餐廳，以及堪稱全歐洲最大的球會零售店，其以設有超大屏幕來播放傳奇球員的精彩片段作為一大特色。

## 球會文化

### 會徽
熱刺自從1901年足總盃決賽開始便沿用一隻雄鬥雞圖案作為球會象徵。由於球會以蘭開斯特王朝的亨利·珀西爵士（人稱Harry Hotspur，曾被莎士比亞寫入其劇作）命名，故此順理成章使用他聞名的馬刺和鬥雞作為象徵形象。到了1909年一位名叫威廉·史葛（William James Scott）的隊員為球隊鑄造了一個銅像，在鬥雞腳下另外加上一個球形底座，會方決定把銅像放置於球場西看台的屋頂之上，從那時至今它便屹立不倒一整個世紀，默默觀看球隊所有的主場比賽。
1982年是球會誕生100週年慶典，在會章亦加入紀念字樣。
1983年為了對抗未經授權的盜版商品，會章有需要變得更複雜一些，於是會方在圖案中新增兩隻紅色圖騰獅子和球會座右銘，這個會章在隨後的20多年裡均有應用在熱刺球衣上。
1997年熱刺的新徽章出爐，在盾形紋章裡滲入了與托特纳姆區有關的地標和設計。在盾形兩側的獅子是諾森伯蘭家族的徽號，因為亨利·珀西正是家族成員之一以及托定咸的大領主。繪於左上方的城堡代表距離球場僅400碼的布魯斯城堡，其現址已改為博物館。右上方的7棵樹木則紀念托定咸市曾有七姐妹於「Page Green」一地植林的事蹟，當地鐵路和地鐵、道路也有的以此命名。盾形下方緞帶則寫有拉丁格言“Audere Est Facere”。不過在使用了2年之後，會徽卻於1999年恢復原來的樣貌。
2006年1月19日，熱刺球會官方宣佈推出新會徽。為了配合球會形象革新和現代化，會方聘請了專業設計公司重新打造會徽，新版會徽比之前的簡約，線條清晰，保留經典的同時令人耳目一新，由2006-07年度賽季開始正式使用，而繡在球員制服上的會徽則會略去下方的球會名字。
|        |             |                       |                         |             |         |
| 1921年 | 1967-1982年 | 1982年 慶祝百周年會徽 | 1983-1997年 1999-2006年 | 1997-1999年 | 2006年- |

### 隊服
熱刺球隊成立之後的第一套制服是海軍藍色（Navy Blue）的上衣加短褲，但自1882年創會以後多年都一直沒有既定的款式設計。例如1884年曾經使用粉藍與白色對稱中分的襯衣；到1890年球隊遷到諾森伯蘭大道時改為鮮紅色的上衣。當熱刺於1896年加入南部甲組聯賽，正式成為一間職業球會時，隊服又更換成一件深啡色與金色相間的垂直條紋襯衫。
熱刺隊服的款式到了19世紀末才漸有定案，1898年的新設計是由純白色襯衫配海軍藍色短褲而成，正是現今熱刺球衣的雛形，隊衣潔白無垢的形象亦開始令外界替熱刺冠以「白百合」（Lilywhites）之綽號。有說起用該兩種顏色選擇的原因，在於向首屆聯賽及足總杯雙料冠軍得主普雷斯頓足球會致敬。
白色與海軍藍色自那時開始保留作球會的基本用色，此後隊衣只是稍有變更，第一次世界大戰後在胸前繡上公雞徽章；1939年開始在隊衣背面印上球員號碼。1983年德國釀酒商「Holsten」成為熱刺球會誕生百年以來首個印於球衣胸前的贊助商標。熱刺在1991年則成為穿著及膝短褲的先驅者，當時球壇上絕大多數球隊的短褲都短至膝蓋以上，及膝短褲在當時是一種創新的潮流，隨後各地球員都爭相仿傚。旅遊代理公司「Thomson」的紅色標誌在2002年被選為胸前贊助商標，在部分熱刺球迷群裡掀起不小的爭議，因為那是屬於死敵阿仙奴的顏色。2006年，熱刺取得國際博彩集團「Mansion」的巨額贊助合約，總值3,400萬英鎊。
2010年7月熱刺宣佈獲得專門企業軟件開發商「Autonomy Corporation」為期兩年的聯賽球衣贊助，金額價值2,000萬英鎊。同年8月，熱刺再與一間投資銀行兼資產管理公司「Investec」簽署了為期兩年的贊助合同，其商標將會出現在歐聯賽場以及其他各項本土盃賽的熱刺球衣，據報贊助內容達到500萬英鎊。
球衣製造商
- 1978-1980：Admiral（英语：Admiral Sportswear）
- 1980-1985：樂卡克（Le Coq Sportif）
- 1985-1991：熊蜂（Hummel）
- 1991-1995：茵寶（Umbro）
- 1995-1999：波尼（Pony）
- 1999-2002：愛迪達
- 2002-2006：卡帕（Kappa）
- 2006-2011：彪馬（Puma）
- 2012-2017：Under Armour
- 2017-0000：Nike

胸前贊助商標
- 1882-1983：無贊助
- 1983-1995：Holsten（英语：Holsten Brewery）（釀酒商）
- 1995-1999：Hewlett Packard (電子產品製造商)
- 1999-2002：Holsten（英语：Holsten Brewery）（釀酒商）
- 2002-2006：Thomson（英语：Thomson Holidays）（旅遊代理）
- 2006-2010：Mansion.com（英语：Mansion.com）（博彩公司）
- 2010-2011：英超贊助 Autonomy Corporation（英语：Autonomy Corporation）（企業軟件開發商）[43]
- 2011-2013：英超贊助 Aurasma（英语：Autonomy Corporation）（企業軟件開發商）
- 2010-2013：盃賽贊助 Investec Bank（英语：Investec Bank）（投資銀行）[42][44]
- 2013-2014：英超贊助 Hewlett Packard（電子產品製造商）
- 2013-0000：AIA（13-14賽季盃賽贊助）（保險及資產管理集團）[45]

## 擁有權
作為運動團隊於證券交易所集資上市的先驅，熱刺從2001年起至今的主要股東乃ENIC集團。它是一間由英國億萬富翁祖·劉易斯所創辦的投資公司，而他在該集團的合作伙伴丹尼爾·利維便是從那時開始入主熱刺，擔任球會的執行主席。2007年6月，ENIC集團通過收購球隊前主席阿倫·蘇加手上剩餘的14.7%股份，而大幅增加對熱刺的直接持股量至68%；此時另一名球會大股東、希臘裔企業家斯泰利奧斯也把自己的9.9%或當中至少7成股權轉讓他人。
2009年8月21日球會宣佈發行總值3,000萬英鎊的新股，以籌組資金應付新球場計劃的發展成本，在這當中最後有接近2,780萬的部份都是由ENIC集團所購置。2010年6月30日的年報指出ENIC集團繼續直接持有球會76%的普通股，以及97%的可換贖優先股，使它實際上總共控制了熱刺約85%左右的實質權益。相對地，並沒有任何其他的持股人擁有3%以上的球會股票。

## 競爭對手

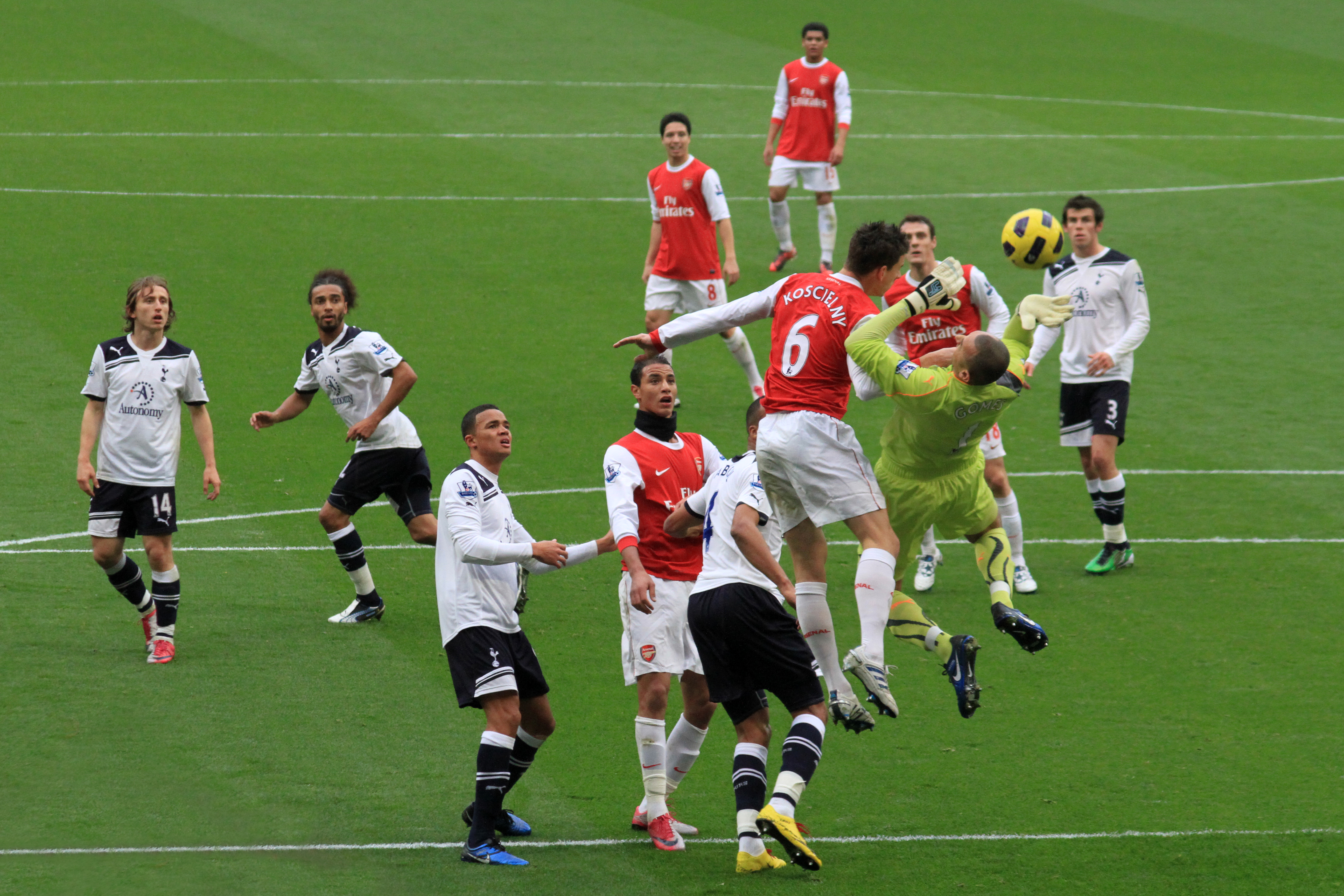
競爭激烈的北倫敦打吡賽事

熱刺在歷史上最久遠而又劍拔弩張的宿敵是同處北倫敦地區的同城德比對手阿仙奴。兩隊的敵對情況在第一次世界大戰逐漸加深，隨後在1919年完全引發仇恨。當時，甲組聯賽即將擴充兩隊，排名甲組倒數第二，即原本要降級的車路士獲准留級，剩一席原應從甲組最後一名的熱刺或乙組排第三位（乙組前兩名已確定升級）的中挑選一隊，但出人意表的是，在乙組排第五位的阿仙奴卻獲邀升級，理由是足總執委們認為兵工廠「貢獻突出」，至於熱刺則被降級。雖沒有實質證據，謠言仍指稱阿仙奴主席亨利·諾里斯爵士（Sir Henry Norris）利用檯底交易才達成目的。正如其他敵對球隊，兩隊的球迷雖然可能一同工作或是鄰居好友，但仍因擁護的球隊而互相攻訐及戲謔，而球員一旦轉投敵會，將如過街老鼠遭受以前的球迷大喝倒采。除此之外，熱刺的對手還包括了近鄰車路士和韋斯咸。

## 追隨者

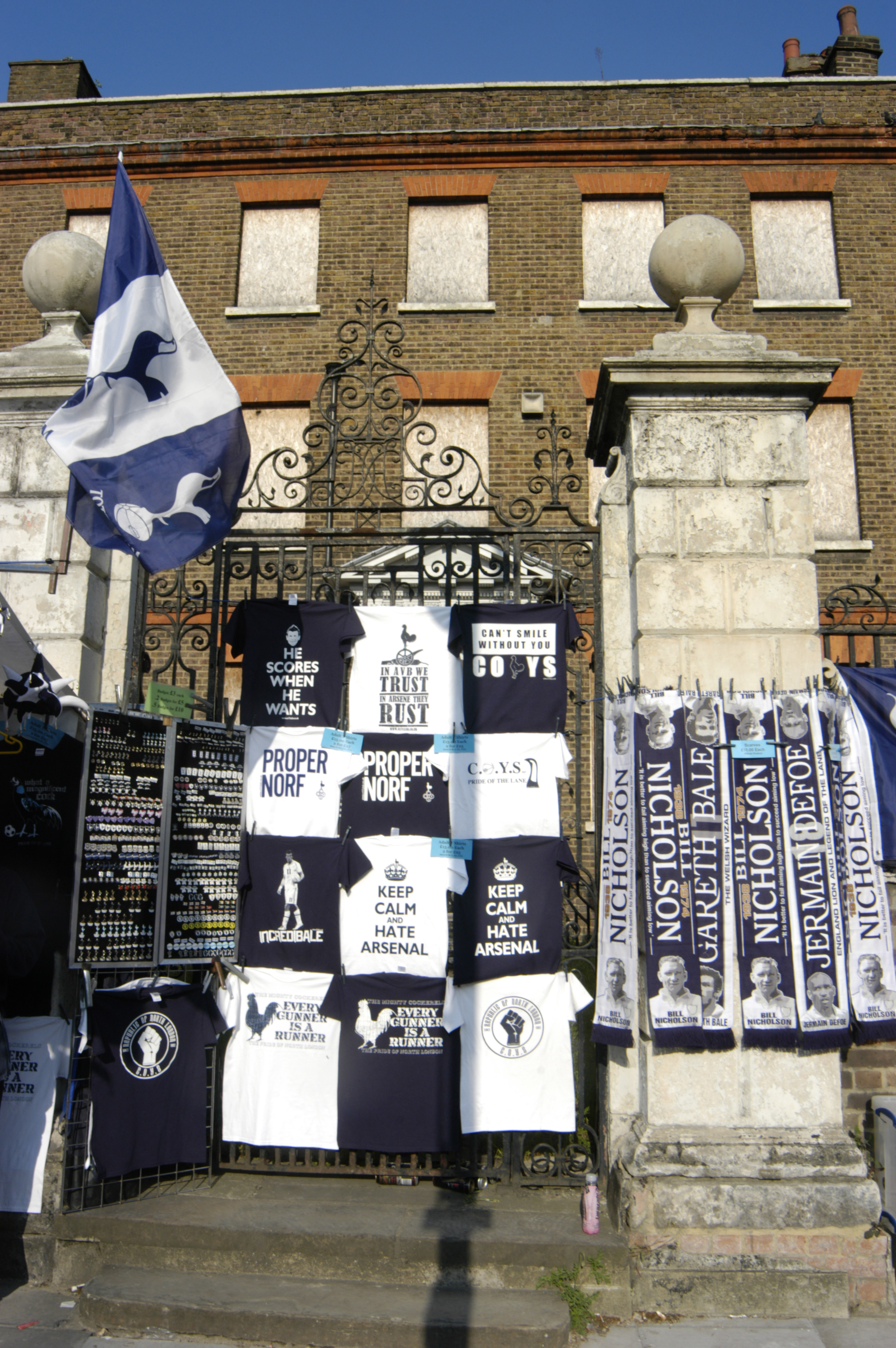
建於1740年代的珀西之家（Percy House）見證北托特納姆發展成為充滿活力的多元文化社區

托定咸熱刺長久以來在英國境內擁有數量可觀的球迷，他們主要來自北倫敦地區以及倫敦周围各郡。從1946至1969年間，熱刺的主場平均入座率五次成為全國之冠。同時間，隨著1980和90年代以後電視直播技術漸趨成熟，直播賽事便向英國本土以外延伸發展，而熱刺也開始累積世界各地的支持者，他們並各自設立建基於當地的球迷分會。不過單就主場入座率而言，礙於老球場白鹿徑球場的容納人數所限，熱刺在英超成立後的實際入座率曾只屬於徘徊中游而已。
在歷史上，已記載的熱刺支持者包括英國哲學家阿爾弗雷德·艾耶爾等人，而他們素來與另外幾支球隊有著對立關係，以同屬大倫敦區內的尤甚。其他長期擁護熱刺的知名人物還包括英國演員、歌星、搖滾樂手、前辣妹成員愛瑪·邦頓、網球員，以及愛爾蘭影星、NBA加拿大球星。
如同其他倫敦球會一樣，熱刺的追隨者之中包含著廣泛的猶太裔人，亦因此招致了許多對立球迷針對性的反猶太主義，特別是在作客的情形底下更是飽受挑釁。對此，熱刺的支持者不分是否猶太族裔，均聯合起來抵制這類種族歧視，逐形成熱刺球迷被外間標籤為「Yids」（即「猶太佬」，含貶義）。然而熱刺球迷裡面的大多數人都視這個稱呼為一種驕傲的象徵，把當中的輕蔑和侮辱成分轉化為力量，還以此為題材編寫曲子在比賽時吟唱。時至今日，這個字眼的貶義已經稍減，只是單純用作分辨熱刺球迷以及他隊的支持者。當然，仍有不少人反對使用「Yid」字眼，並相信它只會惹來更多的種族仇恨。一個相似的局面也發生在位於荷蘭阿姆斯特丹的球會阿積士身上。
有許多與俱樂部有關的歌曲長期在熱刺支持者中傳唱，例如會歌《Glory Glory Tottenham Hotspur》。

## 球會榮譽
| 榮譽                          | 次數        | 年度 |
| 本 土 聯 賽                   | 本 土 聯 賽 | 本 土 聯 賽 |
| ----------------------------- | ----------- | --- |
| 英格蘭甲級聯賽（頂級） 冠軍   | 2           | 1950-51年, 1960-61年 |
| 英格蘭乙級聯賽（第二級） 冠軍 | 2           | 1919-20年, 1949-50年 |
| 本 土 盃 賽                   |             | |
| 英格蘭足總盃 冠軍             | 8           | 1901年 3-1 對錫菲聯 (重賽) 1921年 1-0 對狼隊 1961年 2-0 對李斯特城 1962年 3-1 對般尼 1967年 2-1 對車路士 1981年 3-2 對曼城 1982年 1-0 對昆士柏流浪 (重賽) 1991年 2-1 對諾定咸森林 (延長賽) |
| 英格蘭聯賽盃 冠軍             | 4           | 1971年 2-0 對阿士東維拉 1973年 1-0 對諾域治 1999年 1-0 對李斯特城 2008年 2-1 對車路士 (延長賽)                                                                                             |
| 英格蘭慈善盾／社區盾 冠軍     | 7           | 1921年 2-0 對般尼 1951年 2-1 對紐卡素 1961年 3-2 對英格蘭特選隊 XI 1962年 5-1 對葉士域治 1967年 3-3 對曼聯* 1981年 2-2 對阿士東維拉* 1991年 0-0 對阿仙奴* *並列                            |
| 歐 洲 賽 事                   |             | |
| 歐洲足協盃／歐霸盃 冠軍       | 3           | 1972年 3-2 對英格蘭狼隊 1984年 2-2 對比利時安德萊赫特 (互射十二碼 4-3) 2025年 1-0 對英格蘭曼聯                                                                                             |
| 歐洲盃賽冠軍盃 冠軍           | 1           | 1963年 5-1 對西班牙馬德里競技 |
| 冠軍                          | 1           | 1971年 3-0 對意大利拖連奴 (兩回合) |

成就
- 雙冠王（聯賽及足總盃）：1961年
- 首屆歐洲足協盃冠軍：1972年

## 超聯記錄
| 賽季      | 排名   | 場數 | 勝 | 和 | 負 | 入球 | 失球 | 積分 | 當年冠軍             |
| --------- | ------ | ---- | -- | -- | -- | ---- | ---- | ---- | -------------------- |
| 1992-93年 | 第8名  | 42   | 15 | 11 | 15 | 60   | 66   | 59   | 曼聯(84分)           |
| 1993-94年 | 第15名 | 42   | 11 | 12 | 19 | 54   | 59   | 45   | 曼聯(92分)           |
| 1994-95年 | 第7名  | 42   | 16 | 14 | 12 | 66   | 58   | 62   | 布萊克本流浪者(89分) |
| 1995-96年 | 第8名  | 38   | 16 | 13 | 9  | 50   | 38   | 61   | 曼聯(82分)           |
| 1996-97年 | 第10名 | 38   | 13 | 7  | 18 | 44   | 51   | 46   | 曼聯(75分)           |
| 1997-98年 | 第14名 | 38   | 11 | 11 | 16 | 44   | 56   | 44   | 阿森纳(78分)         |
| 1998-99年 | 第11名 | 38   | 11 | 14 | 13 | 47   | 50   | 47   | 曼聯(79分)           |
| 1999-00年 | 第10名 | 38   | 15 | 8  | 15 | 57   | 49   | 53   | 曼聯(91分)           |
| 2000-01年 | 第12名 | 38   | 13 | 10 | 15 | 47   | 54   | 49   | 曼聯(80分)           |
| 2001-02年 | 第9名  | 38   | 14 | 8  | 16 | 49   | 53   | 50   | 阿森纳(87分)         |
| 2002-03年 | 第10名 | 38   | 14 | 8  | 16 | 51   | 62   | 50   | 曼聯(83分)           |
| 2003-04年 | 第14名 | 38   | 13 | 6  | 19 | 47   | 57   | 45   | 阿森纳(90分)         |
| 2004-05年 | 第9名  | 38   | 14 | 10 | 14 | 47   | 41   | 52   | 切爾西(95分)         |
| 2005-06年 | 第5名  | 38   | 18 | 11 | 9  | 53   | 38   | 65   | 切爾西(91分)         |
| 2006-07年 | 第5名  | 38   | 17 | 9  | 12 | 57   | 54   | 60   | 曼聯(89分)           |
| 2007-08年 | 第11名 | 38   | 11 | 13 | 14 | 66   | 61   | 46   | 曼聯(87分)           |
| 2008-09年 | 第8名  | 38   | 14 | 9  | 15 | 45   | 45   | 51   | 曼聯(90分)           |
| 2009-10年 | 第4名  | 38   | 21 | 7  | 10 | 67   | 41   | 70   | 切爾西(86分)         |
| 2010-11年 | 第5名  | 38   | 16 | 14 | 8  | 55   | 46   | 62   | 曼聯(80分)           |
| 2011-12年 | 第4名  | 38   | 20 | 9  | 9  | 66   | 41   | 69   | 曼城(89分)           |
| 2012-13年 | 第5名  | 38   | 21 | 9  | 8  | 66   | 46   | 72   | 曼聯(89分)           |
| 2013-14年 | 第6名  | 38   | 21 | 6  | 11 | 55   | 51   | 69   | 曼城(86分)           |
| 2014-15年 | 第5名  | 38   | 19 | 7  | 12 | 58   | 53   | 64   | 切爾西(87分)         |
| 2015-16年 | 季軍   | 38   | 19 | 13 | 6  | 69   | 35   | 70   | 萊斯特城(81分)       |
| 2016-17年 | 亞軍   | 38   | 26 | 8  | 4  | 86   | 26   | 86   | 切爾西(93分)         |
| 2017-18年 | 季軍   | 38   | 23 | 8  | 7  | 74   | 36   | 77   | 曼城(100分)          |
| 2018-19年 | 第4名  | 38   | 23 | 2  | 13 | 67   | 39   | 71   | 曼城(98分)           |
| 2019-20年 | 第6名  | 38   | 16 | 11 | 11 | 61   | 47   | 59   | 利物浦(99分)         |
| 2020-21年 | 第7名  | 38   | 18 | 8  | 12 | 68   | 45   | 62   | 曼城(86分)           |
| 2021-22年 | 第4名  | 38   | 22 | 5  | 11 | 69   | 40   | 71   | 曼城(93分)           |
| 2022-23年 | 第8名  | 38   | 18 | 6  | 14 | 70   | 63   | 60   | 曼城(89分)           |
| 2023-24年 | 第5名  | 38   | 20 | 6  | 12 | 74   | 61   | 66   | 曼城(91分)           |
| 2024-25年 | 第17名 | 38   | 11 | 5  | 22 | 64   | 65   | 38   | 利物浦(84分)         |

## 數據及紀錄
英格蘭人史提夫·佩文是熱刺隊員出場紀錄的持有者，他在1969年至1986年的十七年間，一共為球會披甲上陣多達854場，其中655場屬於聯賽賽事。
此外，保持着球會的入球紀錄，截至2023年3月20日為止，他在累計416場聯賽、杯賽及歐洲賽之中，共為熱刺射入過268球。

### 一哥年度
二十世紀，每當1字結尾的年度，除1931年及1941年整個賽季因二次大戰停頓外，托特纳姆热刺總有機會嘗到奪冠的滋味，但至二十一世紀，2001年、2011年及2021年熱刺皆空手而回，逢1字結尾的年度奪冠的神話看似在二十一世紀終止。
| 年份   | 榮譽                                   |
| ------ | -------------------------------------- |
| 1901年 | 足總盃冠軍                             |
| 1911年 | 倫敦挑戰盃（London Challenge Cup）冠軍 |
| 1921年 | 足總盃冠軍                             |
| 1931年 | 無冠                                   |
| 1941年 | 二次世界大戰                           |
| 1951年 | 甲級聯賽冠軍                           |
| 1961年 | 甲級聯賽及足總盃冠軍（雙料冠軍）       |
| 1971年 | 聯賽盃冠軍                             |
| 1981年 | 足總盃冠軍（亦是足總盃舉辦第100週年）  |
| 1991年 | 足總盃冠軍                             |
| 2001年 | 無冠                                   |
| 2011年 | 無冠                                   |
| 2021年 | 無冠                                   |

## 球員名單（2025/26）
1. 粗體字為新加盟球員（青年隊提升不計）。
2. 者為傷患球員。
3. 2025年夏季轉會窗（英语：List of English football transfers summer 2025）：6月1日至10日，6月16日至9月1日。

### 目前效力
| 號碼  | 國籍     | 球員                         | 位置           | 年齡  | 加盟年份 | 前屬球會       | 轉會費             |
| 門 將 | 門 將    | 門 將                        | 門 將          | 門 將 | 門 將    | 門 將          | 門 將              |
| ----- | -------- | ---------------------------- | -------------- | ----- | -------- | -------------- | ------------------ |
| 1     | 義大利   | （Guglielmo Vicario）        | 門將           | 28    | 2023     | 安玻里         | 1,600萬鎊          |
| 31    | 捷克     | （Antonín Kinský）           | 門將           | 22    | 2025     | 布拉格斯拉維亞 | 1,250萬鎊          |
| 40    | 英格兰   | （Brandon Austin）           | 門將           | 26    | 2015     | 青年隊         | 不適用             |
| 後 衛 |          |                              |                |       |          |                |                    |
| 4     | 奥地利   | （Kevin Danso）              | 中后卫         | 26    | 2025     | 朗斯           | 2,130萬鎊          |
| 3     | 羅馬尼亞 | 拉杜·（Radu Drăgușin）       | 中后卫         | 23    | 2024     |                | 2,150萬鎊          |
| 13    | 義大利   | （Destiny Udogie）           | 左閘           | 22    | 2022     | 烏甸尼斯       | 2,150萬鎊          |
| 16    | 克罗地亚 | 卢卡·（Luka Vuskovic）       | 中后卫         | 18    | 2025     | 夏德           | 925萬鎊            |
| 17    | 阿根廷   | （Cristian Romero）          | 中后卫         | 27    | 2021     | 亞特蘭大       | 4,250萬鎊          |
| 23    | 西班牙   | （Pedro Porro）              | 右閘           | 25    | 2023     | 士砵亭         | 3,800萬鎊          |
| 24    | 英格兰   | （Djed Spence）              | 右閘           | 25    | 2022     | 米杜士堡       | 2,000萬鎊          |
| 25    | 日本     | 高井幸大（Kōta Takai）       | 中后卫         | 20    | 2025     | 川崎前鋒       | 500萬鎊            |
| 33    | 威尔士   | （Ben Davies）               | 中后卫／左閘   | 32    | 2014     | 史雲斯         | 1,000萬鎊          |
| 37    | 荷兰     | （Micky van de Ven）         | 中后卫         | 24    | 2023     | 沃尔夫斯堡     | 3,500萬鎊          |
| 中 場 |          |                              |                |       |          |                |                    |
| 6     | 葡萄牙   | （João Palhinha）            | 中場           | 30    | 2025     | 拜仁慕尼黑     | 435萬鎊(租借費)    |
| 8     | 马里     | 伊夫·比苏马（Yves Bissouma） | 防守中場       | 28    | 2022     | 布莱顿         | 3,000萬鎊          |
| 10    | 英格兰   | （James Maddison）           | 前腰           | 28    | 2023     | 萊斯特城       | 4,000萬鎊          |
| 14    | 英格兰   | ·格雷（Archie Gray）         | 中場           | 19    | 2024     | 列斯聯         | 4,000萬鎊          |
| 15    | 瑞典     | 卢卡斯·貝里瓦爾（Lucas Bergvall）    | 中場           | 19    | 2024     | 佐加頓斯       | 850萬鎊            |
| 29    | 塞内加尔 | （Pape Matar Sarr）          | 中場           | 22    | 2021     | 梅斯           | 1,520萬鎊          |
| 30    | 乌拉圭   | （Rodrigo Bentancur）        | 防守中場       | 28    | 2022     |                | 2,080萬鎊          |
| 前 鋒 |          |                              |                |       |          |                |                    |
| 9     | 巴西     | （Richarlison）              | 中鋒           | 28    | 2022     | 埃弗顿         | 5,000万镑          |
| 11    | 法國     | 马蒂斯·特爾（Mathys Tel）        | 中鋒           | 20    | 2025     | 拜仁慕尼黑     | 2,600萬鎊          |
| 19    | 英格兰   | （Dominic Solanke）          | 中鋒           | 27    | 2024     | 伯恩茅斯       | 5,520萬鎊          |
| 20    | 加纳     | 穆罕默德·庫杜斯（Mohammed Kudus）  | 右翼／進攻中場 | 25    | 2025     | 西汉姆联       | 5,500萬鎊          |
| 21    | 瑞典     | （Dejan Kulusevski）         | 邊鋒           | 25    | 2022     |                | 2,560萬鎊          |
| 22    | 威尔士   | （Brennan Johnson）          | 右翼           | 24    | 2023     | 诺丁汉森林     | 4,700萬鎊          |
| 27    | 以色列   | （Manor Solomon）            | 翼鋒           | 26    | 2023     |                | 自由轉會           |
| 28    | 法國     | （Wilson Odobert）           | 右翼           | 20    | 2024     | 伯恩利         | 2,500萬鎊          |
| 44    | 英格兰   | 丹恩·（Dane Scarlett）       | 中鋒           | 21    | 2020     | 青年隊         | 不適用             |
| —     | 西班牙   | （Bryan Gil）                | 翼鋒           | 24    | 2021     | 西維爾         | 2,100萬鎊+球員交換 |

1. ↑  租借下半季(24/25)後買斷
2. ↑  租借一季(21/22)後買斷，租借費200萬鎊
3. ↑  租借下半季(22/23)後買斷，租借費450萬鎊
4. ↑  另浮動條款1,000萬鎊
5. ↑  租借下半季(24/25)後買斷，租借費850萬鎊，另浮動條款850萬鎊
6. ↑  另浮動條款1,000萬鎊
7. ↑  租借1.5季(21/22下半季及22/23賽季)後買斷，租借費833萬鎊
8. ↑  另浮動條款500萬鎊
9. ↑  以交換，另加2,100萬鎊

### 預備隊及青訓學院
| 號碼 | 國籍   | 球員                                                     | 位置 | 年齡 | 加盟年份 | 前屬球會 | 轉會費 |
| U21  | U21    | U21                                                      | U21  | U21  | U21      | U21      | U21    |
| ---- | ------ | -------------------------------------------------------- | ---- | ---- | -------- | -------- | ------ |
| 46   | 英格兰 | 盧卡·根達（Luca Gunter）                                 | 門將 | 20   | 2013     | 青年隊   | 不適用 |
| --   | 英格兰 | （Tyrell Ashcroft）                                      | 後衛 | 21   | 2022     | 雷丁     | 無透露 |
| --   | 英格兰 | （Matthew Craig）                                        | 中場 | 22   | 2015     | 青年隊   | 不適用 |
| --   | 英格兰 | 賴斯-亞歷山大·羅素-丹尼（Reiss-Alexander Russell-Denny） | 中場 | 19   | 2025     | 車路士   | 待查   |
| --   | 英格兰 | 卡林·奧路施斯（Callum Olusesi）                          | 前鋒 | 18   | 2025     | 青年隊   | 不適用 |
| --   | 英格兰 | 丹迪·卡薩路華（Danté Cassanova）                         | 後衛 | 21   | 2022     | 青年隊   | 不適用 |
| U18  |        |                                                          |      |      |          |          |        |
| --   | 英格兰 | 瑪拉治·哈迪（Malachi Hardy）                             | 後衛 | 17   | 2024     | 青年隊   | 不適用 |
| --   | 威尔士 | 佐治·菲尼（George Feeney）                               | 中場 | 17   | 2024     | 格伦杜兰 | 待查   |

### 外借球員
| 號碼             | 國籍             | 球員                          | 位置             | 年齡             | 加盟年份         | 外借球會         | 外借球季         |
| 2025年夏季轉會窗 | 2025年夏季轉會窗 | 2025年夏季轉會窗              | 2025年夏季轉會窗 | 2025年夏季轉會窗 | 2025年夏季轉會窗 | 2025年夏季轉會窗 | 2025年夏季轉會窗 |
| 一線隊           | 一線隊           | 一線隊                        | 一線隊           | 一線隊           | 一線隊           | 一線隊           | 一線隊           |
| ---------------- | ---------------- | ----------------------------- | ---------------- | ---------------- | ---------------- | ---------------- | ---------------- |
| 18               | 大韩民国         | 梁民革（Yang Min-hyeok）      | 翼鋒             | 19               | 2025             | 朴茨茅斯         | 25/26球季        |
| 35               | 英格兰           | （Ashley Phillips）           | 中堅             | 20               | 2023             | 斯托克城         | 25/26球季        |
| 36               | 阿根廷           | 阿萊霍·韦利斯（Alejo Véliz）        | 前鋒             | 21               | 2023             |                  | 25/26球季        |
| 45               | 英格兰           | （Alfie Devine）              | 中場             | 21               | 2020             | 普雷斯顿         | 25/26球季        |
| 預備隊及青訓學院 |                  |                               |                  |                  |                  |                  |                  |
| --               | 英格兰           | 米奇·（Mikey Moore）          | 左翼             | 18               | 2016             | 格拉斯哥流浪者   | 25/26球季        |
| --               | 英格兰           | 戴莫拿·阿積爾（Damola Ajayi） | 翼鋒             | 19               | 2022             | 唐卡斯特         | 25/26球季        |
| --               | 英格兰           | 阿爾菲·多寧頓（Alfie Dorrington）   | 中堅             | 20               | 2018             | 阿伯丁           | 25/26球季        |
| --               | 英格兰           | 泰利斯·賀爾（Tyrese Hall）    | 中場             | 19               | 2012             | 諾士郡           | 25/26球季        |
| --               | 英格兰           | 韋·蘭舒亞（Will Lankshear）   | 前鋒             | 20               | 2022             | 牛津联           | 25/26球季        |
| --               | 北爱尔兰         | （Jamie Donley）              | 前鋒             | 20               | 2013             | 斯托克城         | 25/26球季        |
| --               | 英格兰           | 佐治·艾保特（George Abbott）  | 防守中場         | 20               | 2012             | 韋甘比           | 25/26球季        |

### 離隊球員
1. 『*』為先租出一季或半季後售出。

| 號碼             | 國籍             | 球員                      | 位置             | 年齡             | 加盟年份         | 加盟球會         | 轉會費           |
| 2025年夏季轉會窗 | 2025年夏季轉會窗 | 2025年夏季轉會窗          | 2025年夏季轉會窗 | 2025年夏季轉會窗 | 2025年夏季轉會窗 | 2025年夏季轉會窗 | 2025年夏季轉會窗 |
| ---------------- | ---------------- | ------------------------- | ---------------- | ---------------- | ---------------- | ---------------- | ---------------- |
| 3                | 西班牙           | （Sergio Reguilón）       | 左閘             | 28               | 2020             | 自由球員         | 約滿離隊         |
| 5                | 丹麦             | （Pierre-Emile Højbjerg） | 中場             | 30               | 2020             | 马赛             | 1,135萬鎊*       |
| 7                | 大韩民国         | 孫興慜（Son Heung-min）   | 左翼             | 33               | 2015             | 洛杉磯FC         | 1,920萬鎊        |
| 16               | 德国             | （Timo Werner）           | 左翼             | 29               | 2024             | RB萊比錫         | 租借歸還         |
| 20               | 英格兰           | （Fraser Forster）        | 門將             | 37               | 2022             | 自由球員         | 約滿離隊         |
| 41               | 英格兰           | （Alfie Whiteman）        | 門將             | 26               | 2015             | 自由球員         | 約滿離隊         |
| -                | 爱尔兰           | 祖殊·基利（Josh Keeley）  | 門將             | 22               | 2022             | 盧頓             | 待查             |

## 球會人事

### 職員
| 職位           | 名字 |
| -------------- | --- |
| 領隊           | 托馬斯·法蘭克（Thomas Frank）                                                                                   |
| 一隊助理領隊   | 馬特·韋爾斯（Matt Wells） （Justin Cochrane） 安達列亞斯·佐治遜（Andreas Georgson） 基斯·夏士林（Chris Haslam） |
| 一隊守門員教練 | 法比安·奧特（Fabian Otte）                                                                                      |

### 管理層

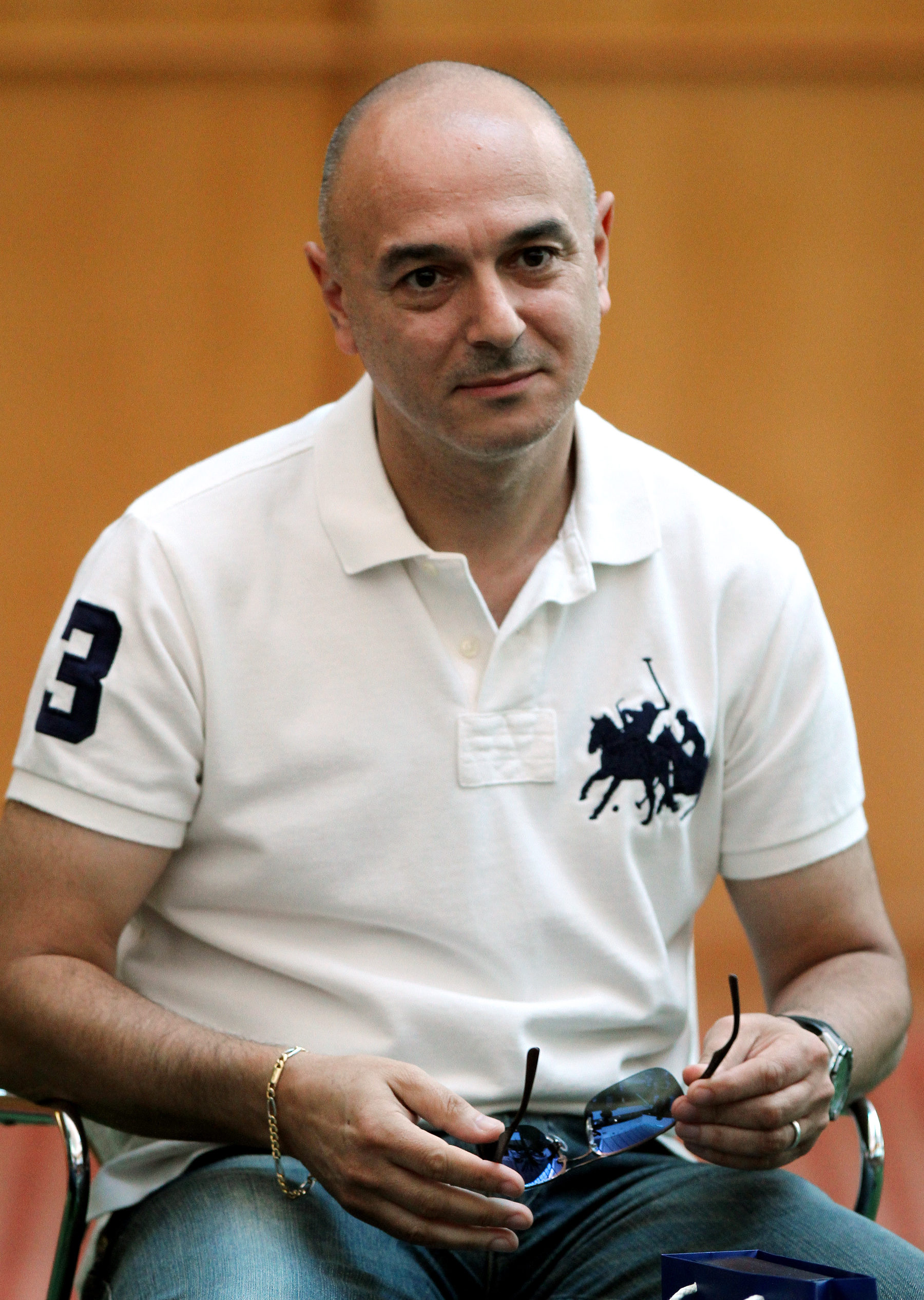
球會現任主席丹尼爾·利維

| 職位               | 名字                                   |
| ------------------ | -------------------------------------- |
| 主席               | 丹尼爾·利維（Daniel Levy）             |
| 營運及財務總監     | 馬修·高列確（Matthew Collecott）       |
| 執行董事           | 當娜-瑪莉亞·卡倫（Donna-Maria Cullen） |
| 足球行政及管理總監 | 莉碧嘉·卡普賀恩（Rebecca Caplehorn）   |
| 首席商業經理       | 杜迪·克萊恩（Todd Kline）              |
| 足球總監           |                                        |
| 非執行董事         | 莊拿芬·端拿（Jonathan Turner）         |

## 昔日領隊及球員

### 球會歷任領隊
按上任時間排序，*者為看守領隊而 #者為一隊教練

| - 1898 法蘭克·畢克圖（Frank Brettell） - 1899 約翰·甘馬倫（John Cameron） - 1907 弗雷德·卻咸（Fred Kirkham） - 1912 彼德·麥維廉（Peter McWilliam） - 1927 比利·敏達（Billy Minter） - 1930 珀西·史密斯（Percy Smith） - 1935 威利·夏丁（Wally Hardinge）* - 1935 積克·卓沙頓（Jack Tresadern） - 1938 彼德·麥維廉（Peter McWilliam） - 1942 阿瑟·端納（Arthur Turner） - 1946 祖·赫爾（Joe Hulme） - 1949 阿瑟·路維（Arthur Rowe） - 1955 占美·安達遜（Jimmy Anderson） - 1958 比爾·尼古臣爵士（Sir Bill Nicholson） - 1974 泰利·尼爾（Terry Neill） - 1976 基夫·布堅素（Keith Burkinshaw） - 1984 彼得·舒里夫（Peter Shreeves） - 1986 大衞·柏列（David Pleat） - 1987 特雷·哈迪利（Trevor Hartley）及道格·利華摩亞（Doug Livermore）* - 1987 泰利·雲拿保斯（Terry Venables） - 1991 彼得·舒里夫（Peter Shreeves） - 1992 道格·利華摩亞（Doug Livermore）及雷·基文斯（Ray Clemence）# - 1993 （Osvaldo Ardiles） - 1994 史提夫·佩文（Steve Perryman）* - 1994 基尼·法蘭西斯（Gerry Francis） | - 1997 基斯·曉頓（Chris Hughton）* - 1997 （Christian Gross） - 1998 大衞·柏列（David Pleat）* - 1998 佐治·格拉咸（George Graham） - 2001 大衞·柏列（David Pleat）* - 2001 格連·荷杜（Glenn Hoddle） - 2003 大衞·柏列（David Pleat）* - 2004 （Jacques Santini） - 2004 （Martin Jol） - 2007 佳夫·雅倫（Clive Allen）* - 2007 桑迪·拉莫斯（Juande Ramos） - 2008 哈利·列納（Harry Redknapp） - 2012 韋拿斯-保亞斯（André Villas-Boas） - 2013 添·舒活（Tim Sherwood） - 2014 （Mauricio Pochettino） - 2019 若泽·穆里尼奥（José Mourinho） - 2021 （Ryan Mason）* - 2021 （Nuno Espírito Santo） - 2021 安東尼奧·孔蒂 （Antonio Conte） - 2023 （Cristian Stellini）* - 2023 （Ryan Mason）* - 2023 安格·波斯特科格魯（Ange Postecoglou） - 2025 托馬斯·法蘭克（Thomas Frank） |

### 名人堂
以下球員被認為是對球會發展作出了卓越貢獻，而獲標示為球會偉人（Great Players），於2009年12月3日公佈的及是最新被列入名單的成員。
| 1880、90年代 - 傑克·胡爾（Jack Jull） - 湯姆·摩里斯（Tom Morris） - 約翰·金馬倫（John Cameron） 1910、20年代 - 维维安·伍德沃德（Vivian Woodward） - 阿瑟·格林戴爾（Arthur Grimsdell） - 占米·迪莫克（Jimmy Dimmock） - 比利·敏特（Billy Minter） - 泰菲·奧卡拉漢（Taffy O'Callaghan） 1930、40年代 - 威利·賀爾（Willie Hall） 1950年代 - 比爾·尼古臣（Bill Nicholson） - 泰特·迪治般（Ted Ditchburn） - 彼得·貝加（Peter Baker） - 朗·亨利（Ron Henry） - 波比·史密夫（Bobby Smith） - 丹尼·布治花亞（Danny Blanchflower） - 朗尼·貝格斯（Ronnie Burgess） - 泰利·米雲（Terry Medwin） | 1960年代 - 占美·基里夫斯（Jimmy Greaves） - 李斯·雅倫（Les Allen） - 莫里斯·诺曼（Maurice Norman） - 阿倫·梅萊利（Alan Mullery） - 奇里夫·鍾士（Cliff Jones） - 阿倫·基路臣（Alan Gilzean） - 戴夫·麥基（Dave Mackay） - 約翰·韋特（John White） - 比爾·布朗（Bill Brown） 1970年代 - 史提夫·佩文（Steve Perryman） - 施利·紐魯斯（Cyril Knowles） - 馬田·芝華士（Martin Chivers） - 馬田·彼得斯（Martin Peters） - 拉爾夫·高斯（Ralph Coates） - 柏·真寧斯（Pat Jennings） - 米克·英倫（Mike England） - 李加度·維拉（Ricardo Villa） - 奧斯華度·阿迪利斯（Osvaldo Ardiles） | 1980年代 - 佳夫·雅倫（Clive Allen） - 布堅素（Keith Burkinshaw，領隊） - （Ray Clemence） - （Glenn Hoddle） - 保羅·雅倫（Paul Allen） - （Chris Waddle） - （Paul Gascoigne） - 曲斯（Garth Crooks） - 基斯·曉頓（Chris Hughton） - （Steve Archibald） 1990年代 - （Gary Lineker） - （Gary Mabbutt） - （Darren Anderton） - （Teddy Sheringham） - （David Ginola） - （Jürgen Klinsmann） - （Steffen Freund） |

### 其餘著名前球員
| 1950年代 - 杜基文（Len Duquemin） - 爵士（Sir Alf Ramsey） - 華特斯（Sonny Walters） 1960年代 - 李斯·麥特尼（Les Medley） - 雲拿保斯（Terry Venables） 1970年代 - 菲爾·比爾（Phil Beal） - 祖·堅尼亞（Joe Kinnear） - 基利·岩士唐（Gerry Armstrong） 1980年代 - 格拉咸·羅拔斯（Graham Roberts） - 理察·哥夫（Richard Gough） | 1990年代 - （Les Ferdinand） - （Nick Barmby） - （Jamie Redknapp） - （Sol Campbell） - 艾力·科斯維特（Erik Thorstvedt） 2000年代 - （Dimitar Berbatov） - （Paul Stalteri） - （Paul Robinson） - （Michael Carrick） - （Steed Malbranque） - （Christian Ziege） - （Fredi Kanouté） - 李榮杓（Lee Young-Pyo） | 2010年代 - （Luka Modrić） - （Gareth Bale） - （Rafael van der Vaart） |

## 球會每季最佳球員（Club Player of Year）
每個賽季完結後由官方球迷會會員和季票持有人共同投票選出

| - 1987 加利·麥拔 - 1988 - 1989 艾力·科斯維特 - 1990 加斯居尼 - 1991 保羅·雅倫 - 1992 連尼加 - 1993 - 1994 奇連士文 - 1995 舒寧咸 - 1996 蘇金寶 | - 1997 蘇金寶 - 1998 真路拿 - 1999 史提芬·卡爾 - 2000 史提芬·卡爾 - 2001 尼爾·蘇利雲 - 2002 西蒙·戴維斯 - 2003 羅比·堅尼 - 2004 迪科爾 - 2005/06 羅比·堅尼 - 2006/07 貝碧托夫 | - 2007/08 羅比·堅尼 - 2008/09 艾朗·連儂 - 2009/10 米高·多遜 - 2010/11 盧卡·莫迪歷 - 2011/12 - 2012/13 加里夫·巴利 - 2013/14 - 2014/15 - 2015/16 - 2016/17 | - 2017/18 - 2018/19 孫興慜 - 2019/20 孫興慜 - 2020/21 - 2021/22 孫興慜 - 2022/23 - 2023/24 |

## 球星搖籃
熱刺被稱爲「球星搖籃」，皆因在熱刺青年軍出身或曾經效力過熱刺的球員部分被視爲明日之星。
較早前的有：
- 連尼加，英格蘭前鋒：曾幫助熱刺奪得1991年英格蘭足總盃冠軍，並在1990年帶領英格蘭進入了世界盃準決賽
- 舒寧咸，英格蘭前鋒：加盟熱刺多年來為球隊的神射手，其中在英超首賽季更奪得聯賽神射手
- 蘇金寶，英格蘭中堅：熱刺青年軍出身，並曾助熱刺奪得1999年英格蘭聯賽盃冠軍；不過諷刺的是，蘇金寶卻成名於熱刺死敵阿仙奴

近年比較著名的有：
- 轉投曼聯的（被譽爲天才型射手）
- 羅比·堅尼，前鋒，有時會客串左翼，第一次效力熱刺期間與貝碧托夫組成強勁的攻擊線，而且在第一次效力熱刺的六年間共入80球，算是高效型前鋒
- 盧卡·莫迪歷，中場大師，因優秀的表現而被西甲班霸皇家馬德里所買入，並在2018年獲得金球獎殊榮。
- ，因進球率高效而被西甲班霸皇家馬德里所買入。
- 青年軍出身的，被譽爲天才型射手，多次獲得英超金靴獎，並在2018年世界盃以隊長身分帶領英格蘭奪得殿軍兼獲得世界盃金靴獎。於2023年轉會窗轉會至德甲球會拜仁慕尼黑

## 合作球會
- 皇家馬德里[72]
- 國際體育會
- SuperSport United F.C.（英语：SuperSport United F.C.）
- 聖荷西地震
- 南華[73]

## 外部連結
- 托特纳姆热刺官方網站 （页面存档备份，存于）
- 熱刺香港球迷會Facebook專頁